# Semenanjung Bomberai
Semenanjung Bomberai är en halvö i Indonesien. Den ligger i den östra delen av landet, 2 900 km öster om huvudstaden Jakarta.